# 王利滨
王利滨（1930年3月—2009年），男，汉族，湖北浠水人，中华人民共和国政治人物，曾任中共湖北省委常委，湖北省革命委员会副主任，湖北省人民政府秘书长、副省长，湖北省人大常委会副主任。